# Strongylida
Strongylida là một phân bộ bao gồm rất nhiều giun tròn quan trọng được tìm thấy trong đường tiêu hóa của động vật nhai lại, ngựa và lợn, cũng như của giun phổi động vật nhai lại và giun móc của chó và mèo.

## Phân loại
Phân bộ này bao gồm (siêu họ - họ bao gồm):
- Ancylostomatoidea
  - Ancylostomatidae
- Diaphanocephaloidea
  - Diaphanocephalidae
- Heligmosomoidea
  - Heligmosomidae
- Metastrongyloidea
  - Angiostrongylidae
  - Crenosomatidae
  - Filaroididae
  - Metastrongylidae
  - Protostrongylidae
  - Pseudaliidae
  - Syngamidae
- Molineoidea
  - Molineidae
- Strongyloidea
  - Chabertiidae
  - Cloacinidae
  - Deletrocephalidae
  - Stephanuridae
  - Strongylidae
- Trichostrongyloidea
  - Amidostomatidae
  - Cooperiidae
  - Dictyocaulidae
  - Dromaeostrongylidae
  - Haemonchidae
  - Heligmonellidae
  - Heligmosomatidae
  - Herpetostrongylidae
  - Mackerrasrtongylidae
  - Nicollinidae
  - Trichostrongylidae

## Hình ảnh

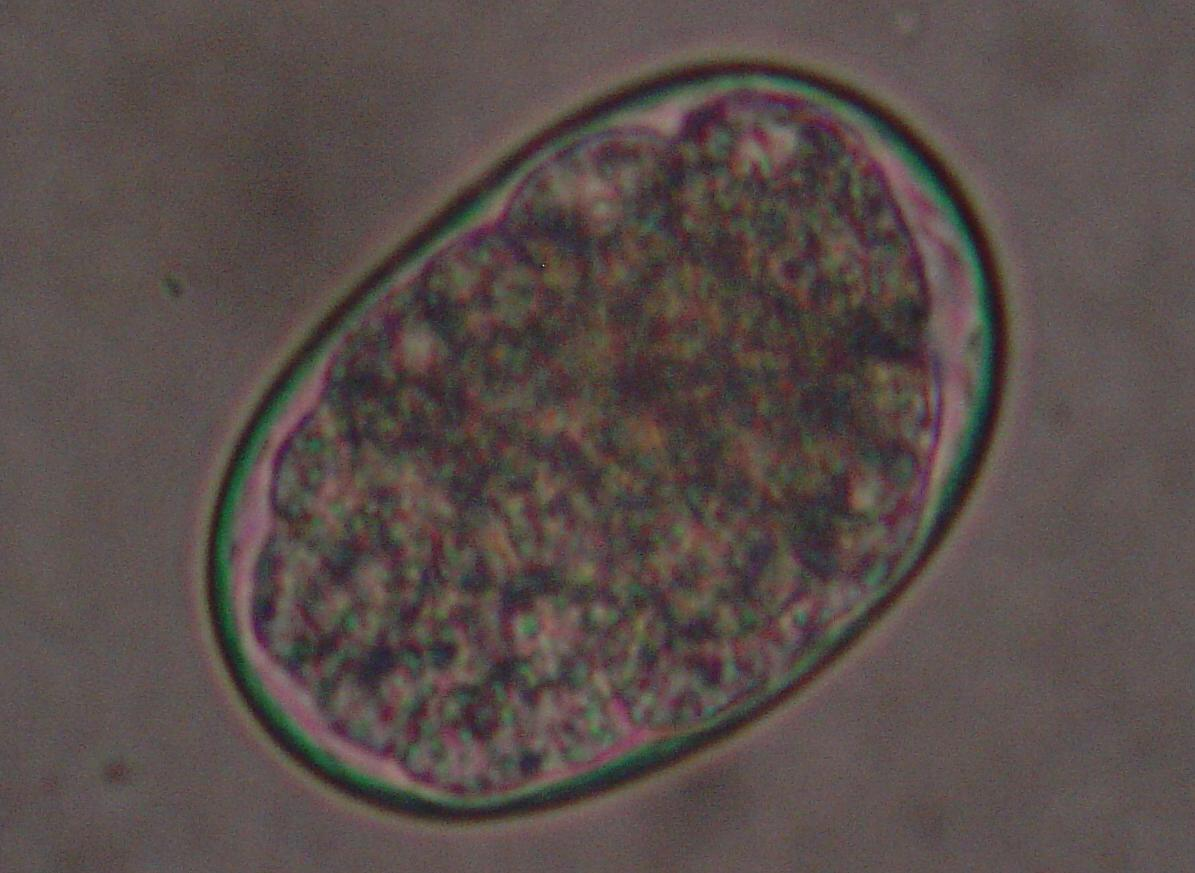
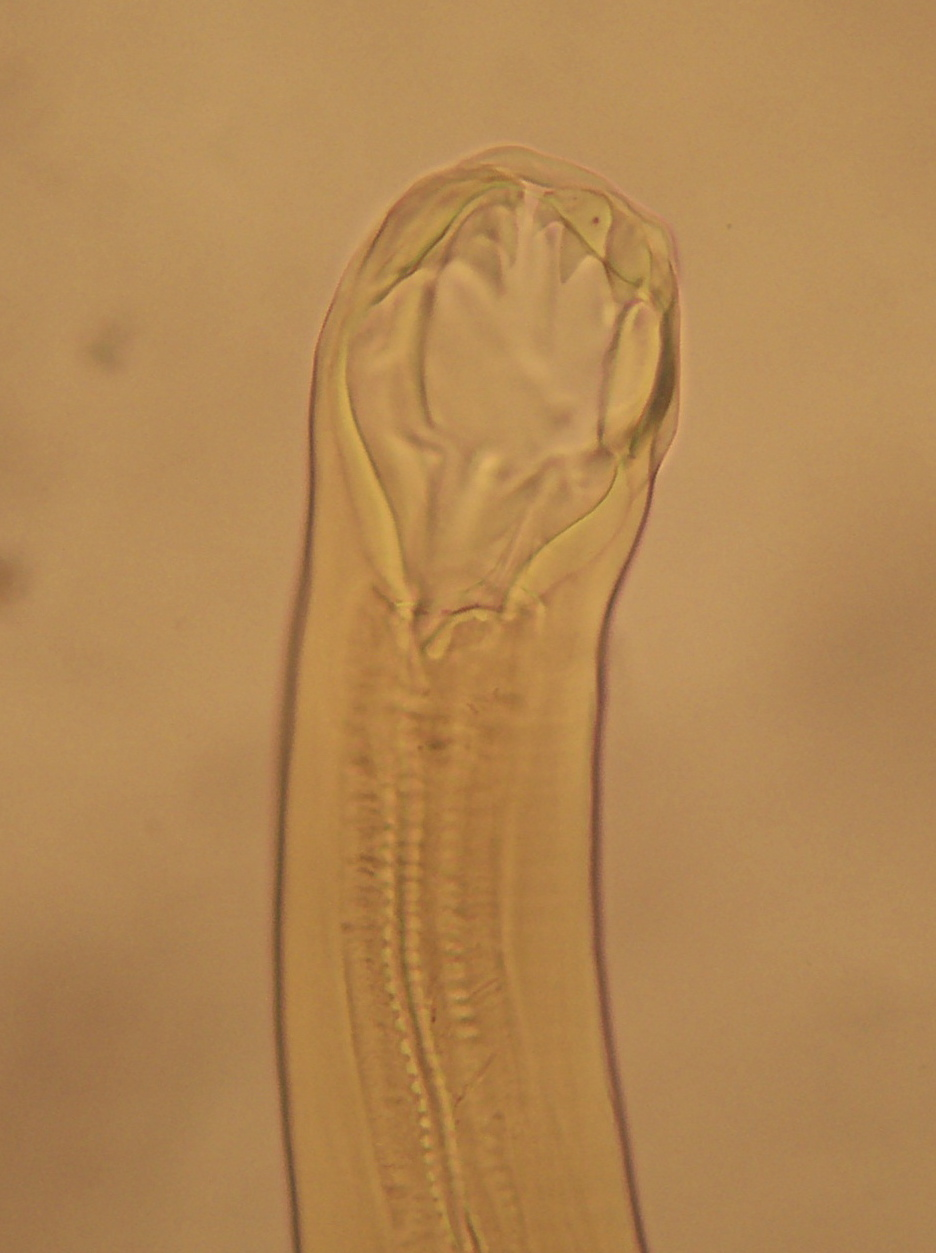